# Columbia Center
Columbia Centre (trước đây là Bank of America Tower, Columbia Centre và Columbia Seafirst Centre) là một toàn nhà cao tầng tại trung tâm thành phố Seattle, tiểu bang Washington, Hoa Kỳ. Tòa nhà này được xây xong năm 1991. Columbia Centre có chiều cao 285 m, 76 tầng. Tòa nhà này được thiết kế bởi Chester L. Lindsey Architects, một đơn vị cũng thiết kế Fourth and Blanchard Building ở Belltown và được nhà thầu Howard S. Wright Construction Co thi công. Đến năm 2008, đây là tòa nhà cao thứ 51 thế giới.